# Ку Ён Джу
Ку Ён Джу (кор. 구용주; 17 июля 1955) — корейский боксёр легчайших весовых категорий, выступал за сборную КНДР во второй половине 1970-х годов. Чемпион летних Олимпийских игр в Монреале, чемпион Азиатских игр, бронзовый призёр чемпионата Азии, победитель многих международных турниров и национальных первенств.

## Биография
Ку Ён Джу родился 17 июля 1955 года, уже в раннем детстве начал активно заниматься боксом. Первого серьёзного успеха на ринге добился в 1974 году, когда в наилегчайшем весе выиграл золотую медаль на Азиатских играх в Тегеране. В следующих сезонах поднялся в легчайшую весовую категорию и благодаря череде удачных выступлений удостоился права защищать честь КНДР на летних Олимпийских играх 1976 года в Монреале, где победил всех своих соперников, в том числе британца Патрика Кауделла и американца Чарльза Муни в полуфинале и финале соответственно.
Получив золотую олимпийскую медаль, Ку продолжил выступать на высоком уровне, но уже в полулёгком весе. В 1977 году выиграл Международный чемпионат полиции в Улан-Баторе, а также взял бронзу на первенстве Азии в Джакарте. Прошёл квалификацию на Олимпийские игры 1980 года в Москву — планировал побороться здесь за медали, но в первом же своём матче на турнире со счётом 0:5 проиграл поляку Кшиштофу Коседовскому, который в итоге стал бронзовым призёром Олимпиады. Вскоре после этих соревнований Ку Ён Джу принял решение завершить карьеру спортсмена.